# Sabataizm

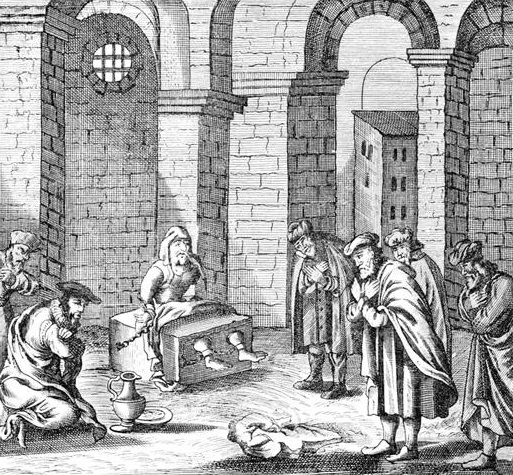
Uwięziony Szabetaj Cewi (grawiura z 1901 roku)

Sabataizm, sabbatanizm – ruch mesjanistyczny w judaizmie, założony w XVII wieku przez Szabetaja Cewiego. Wywodził się z idei mesjanistyczno-kabalistycznych. Sabataizm rozpowszechnił się głównie wśród Żydów sefardyjskich. Ruch był potępiany przez rabinów judaizmu ortodoksyjnego.

## Historia
W 1664 roku Szabetaj Cewi ogłosił się Mesjaszem i wybrał sobie dwunastu uczniów, zniósł niektóre święta żydowskie i ustanowił własne. Według traktatu Natana z Gazy pt. Derusz ha-Tanninim (Rozprawa o morskich potworach) Szabetaj Cewi miał naprawić świat, oddzielając dobro od zła. Założyciel ruchu ogłosił, że w 1666 roku nastąpi powrót wybawionych przez niego Żydów do Palestyny.

## Frakcje
W 1666 roku Szabetaj Cewi został zmuszony do przyjęcia islamu, a sabataizm podzielił się na frakcje aktywistów i umiarkowanych. Umiarkowani uznawali władzę rabinów. Aktywiści nazywali siebie „wojownikami mesjasza” i głosili, że śmierć założyciela sabataizmu jest sposobem na ukrywanie się i zapowiedzią ponownego przyjścia. Na wzór Szabetaja Cewiego ukrywali także swoją wiarę, a niektórzy porzucali religię, przechodząc na islam, by uniknąć prześladowań. Przetrwały niewielkie grupy takich konwertytów – np. w Turcji judaistyczno-muzułmańska sekta donmeh.

## Założenia sabataizmu
Sabataizm odrzucał religijne praktyki judaizmu. Wywodzący się z mistyczno-kabalistycznej idei ruch nawiązywał do zbawienia duchowego poprzez zachowanie surowej ascezy przy jednoczesnym wyrażaniu radości z życia poprzez egzaltację religijną, co miało połączyć wyznawców z Bogiem. Praktyki religijne sabataizmu wywarły wpływ na chasydyzm i frankistów.